# Āghoz̄ī Gang
Āghoz̄ī Gang (persiska: آغذی گنگ) är en ort i Iran.   Den ligger i provinsen Markazi, i den nordvästra delen av landet, 90 km väster om huvudstaden Teheran. Āghoz̄ī Gang ligger 1 477 meter över havet och antalet invånare är 291.
Terrängen runt Āghoz̄ī Gang är kuperad norrut, men söderut är den platt. Terrängen runt Āghoz̄ī Gang sluttar söderut.Runt Āghoz̄ī Gang är det ganska glesbefolkat, med 27 invånare per kvadratkilometer. Närmaste större samhälle är Zāvīyeh, 12,8 km sydost om Āghoz̄ī Gang. Trakten runt Āghoz̄ī Gang består i huvudsak av gräsmarker.